# Phanoperla himalayana
Phanoperla himalayana är en bäcksländeart som beskrevs av Peter Zwick 1977. Phanoperla himalayana ingår i släktet Phanoperla och familjen jättebäcksländor. Inga underarter finns listade i Catalogue of Life.